# Bailliages communs en Suisse

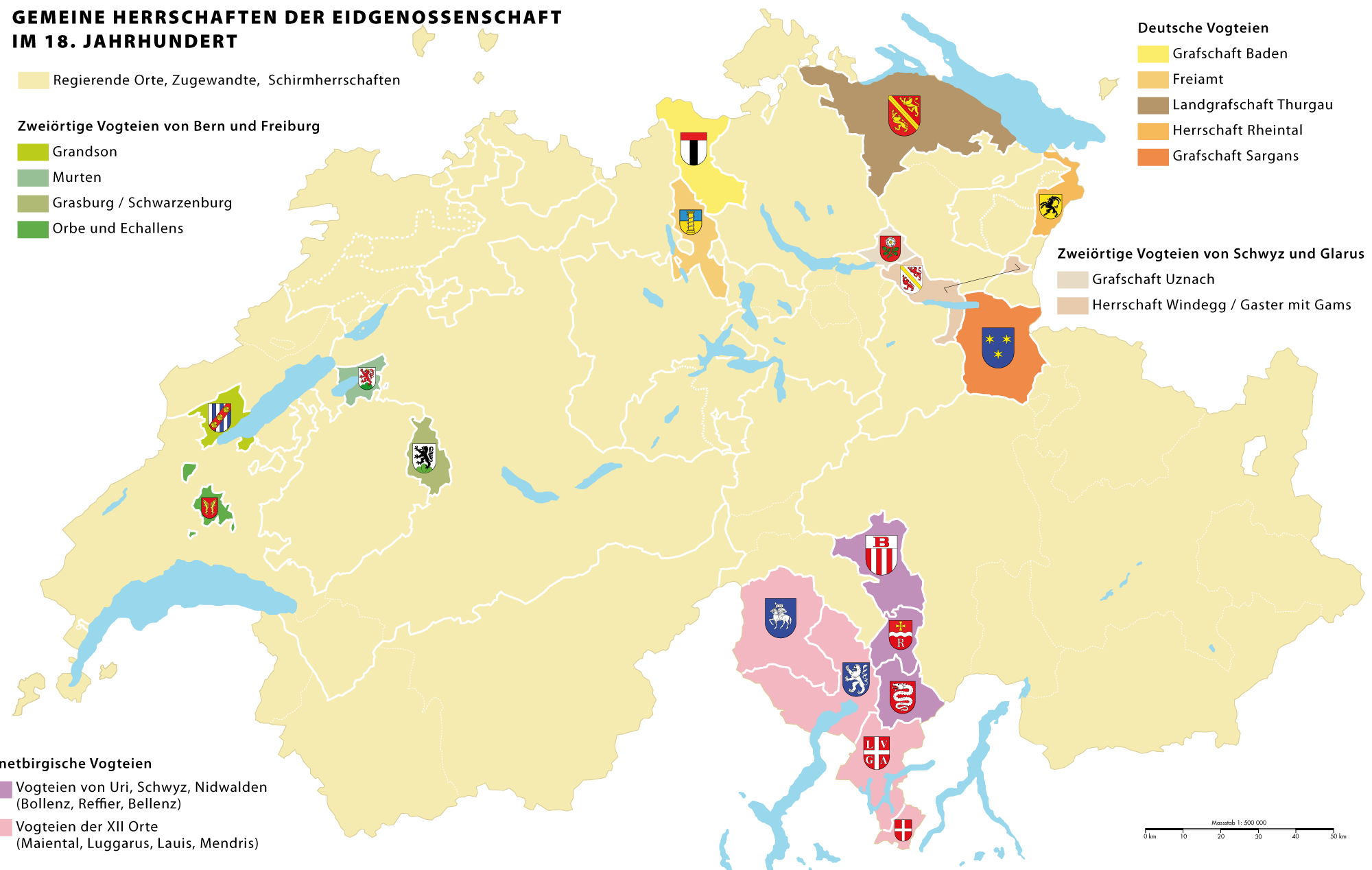
Carte de l'ancienne Confédération mettant en évidence les différents bailliages communs au XVIIIe siècle.

Les bailliages communs (en allemand : Gemeine Herrschaft) étaient, dans l'ancienne Confédération suisse avant 1798, les régions gérées conjointement par plusieurs cantons.

## Généralités
Dans l'ancienne Confédération suisse, les bailliages communs étaient des « pays sujets » (en allemand : Untertanengebiete ; en italien : paesi soggetti) de plusieurs cantons, mais en aucun cas de tous.

En tant que « pays sujets », les bailliages communs se distinguaient des membres de la Confédération, savoir :
- Des cantons de plein droit ;
- Des « pays alliés » (en allemand : Zugewandte Orte ; en italien : paesi alleati) : villes, pays et seigneuries ecclésiastiques ou laïques qui, liés aux cantons par un pacte de durée d'ordinaire indéterminée (perpétuel), étaient considérés comme membres de la Confédération, sans pour autant être des cantons de plein droit.

Au sein des « pays sujets », les bailliages communs se distinguaient :
- Des « pays protégés » ou « protectorats » (en allemand : Schirmorte ou Schirmherrschaften ; en italien : protettorati) : « pays sujets » d'un ou plusieurs cantons ou « pays alliés », ayant davantage d'autonomie que les bailliages communs, mais moins que les « pays alliés », qui pourtant avaient souvent un lien juridique analogue avec les cantons (combourgeoisie, par exemple).
- Des « pays sujets » d'un seul canton.

Parfois, de manière restrictive, seuls les « pays sujets » d'au moins trois cantons sont qualifiés de bailliages communs, les « pays sujets » de deux cantons étant alors qualifiés de « bailliages médiats ».
Plus rarement, par analogie, mais improprement, sont aussi qualifiés de bailliages communs :
- Les cinq-dizains supérieurs (le Lötschental) : « pays sujets » de la République des Sept-Dizains (le Haut-Valais)
- Les trois bailliages de Valteline, Bormio, Chiavenna : « pays sujets » des Trois ligues grisones — la Ligue de la Maison-Dieu, la Ligue grise et la Ligue des Dix-Juridictions.

L'administration en est prise en charge par chacun de ces cantons, à tour de rôle. Ce système est mis en place après la conquête de l'Argovie en 1415, principalement pour les régions conquises par plusieurs cantons simultanément.

## Liste

### Bailliages allemands
Les « bailliages allemands » (en allemand : Deutsche Gemeine Vogteien) sont des bailliages situés en Argovie ou dans l'est de la Suisse qui résultent des conflits entre la Confédération et les Habsbourg. Résultant de conquêtes entreprises lors d'opérations militaires de plusieurs cantons, ils posent les jalons de ce type d'administration dans la confédération.
De façon générale, les bailliages allemands sont initialement gouvernés par les huit membres de la Confédération des VIII cantons, à l'exception de Berne. Les cantons de Fribourg, Soleure, Bâle et Schaffhouse, intégrant la Confédération ultérieurement, ne sont pas représentés. Après la deuxième bataille de Villmergen, Berne intègre l'administration de ces bailliages ; Berne, Glaris et Zurich, réformés ou paritaires, excluent alors les cantons catholiques de la gestion des Freie Ämter inférieurs et du bailliage de Baden.
Les bailliages allemands sont :
- Les Freie Ämter (littéralement, « amts libres » en allemand), conquis en 1415 lors de la conquête de l'Argovie. Uri, qui ne prend pas part à cette conquête, n'intègre leur administration qu'en 1532. Après la deuxième bataille de Villmergen, ils sont divisés en deux : la partie nord devient bailliage des huit cantons, la partie sud bailliage de Berne, Glaris et Zurich[2].
- Le comté de Baden, également devenu bailliage de six cantons en 1415 lors de la conquête de l'Argovie (Uri n'intégrant son administration qu'en 1443 et Berne en 1712). Après la deuxième bataille de Villmergen, il devient bailliage exclusif des cantons réformés, Berne, Glaris et Zurich[3].
- Le landgraviat de Thurgovie, conquis sur les Habsbourg en 1460.
- Le comté de Sargans (de), vendu aux sept cantons en 1483 par le comte de Sargans. Berne rejoint les sept cantons en 1712.
- Le bailliage de Rheintal, en 1490 ; Appenzell fut rajouté à l'administration en 1500.

### Bailliages italiens

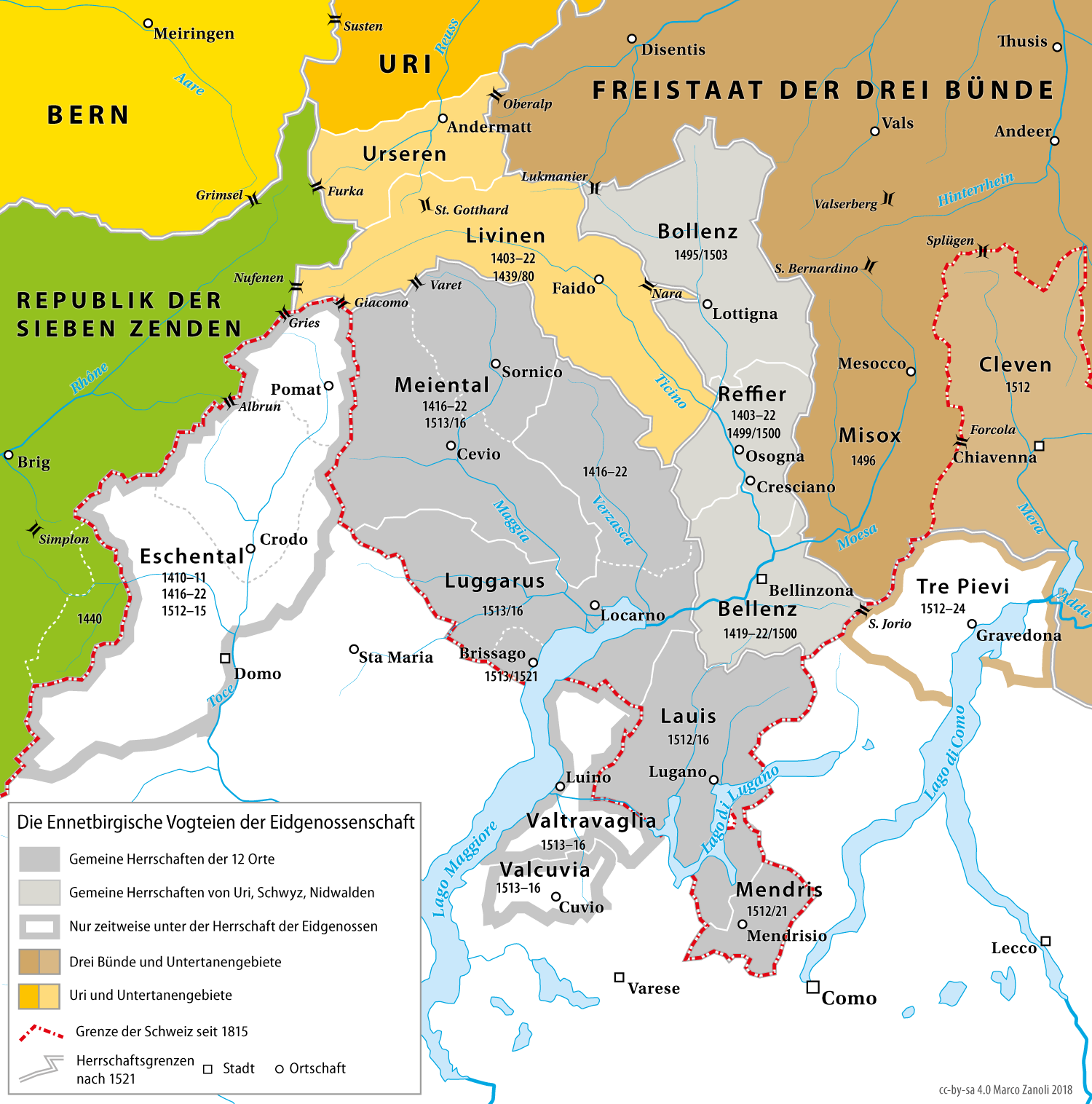
Carte centrée sur l'actuelle région du Tessin, montrant sa division politique dans l'ancienne Confédération ; les bailliages communs sont colorés en gris, liserés de gris clair pour ceux gouvernés par les douze cantons et de gris foncé pour ceux dirigés par Uri, Schwytz et Nidwald.

Les bailliages italiens (également nommés « bailliages ultramontins », en allemand : Ennetbergische Vogteien ; en italien : Baliaggi Ultramontani) sont des territoires situés dans l'actuel canton du Tessin. Leur incorporation dans la Confédération date de la fin du XVe siècle et du début du XVIe siècle, au détriment du duché de Milan, pendant les guerres d'Italie. Les incursions suisses dans la région débutent dès le début du XVe siècle, lorsque les cantons d'Uri et d'Obwald envahissent le nord de l'actuel canton du Tessin (situé juste au sud du territoire d'Uri), mais ces territoires sont perdus en 1422 après la bataille d'Arbedo. Uri conquiert cependant la vallée de Léventine entre 1439 et 1441.
Les trois premiers bailliages sont conquis par les cantons d'Uri, Schwytz et Nidwald à la fin du XVe siècle ; les acquisitions suisses sont officialisées en 1503 au traité d'Arona, :
- Bailliage de Blenio (en allemand : Vogtei Bollenz ; en italien : Baliaggio di Blenio), conquis en 1495[7] ;
- Bailliage de la Riviera (en allemand : Vogtei Reffier ; en italien : Baliaggio della Riviera), conquis en 1495 ; Rivera avait précédemment été conquis par Uri en 1403, mais perdu en 1422[9] ;
- Bailliage de Bellinzone (en allemand : Vogtei Bellenz ; en italien : Baliaggio di Bellinzona), conquis en avril 1500[8] ; Bellinzone avait précédemment été conquis par Uri en 1419, mais perdu en 1422.

Les quatre autres bailliages italiens sont conquis en 1512 et administrés par les douze cantons de l'époque (les treize cantons, à l'exception d'Appenzel qui n'intègre la Confédération que l'année suivante) ; la domination suisse sur ces territoires est confirmée à la paix de Fribourg :
- Bailliage de Lugano (en allemand : Vogtei Lauis ; en italien : Baliaggio di Lugano)[11] ;
- Bailliage de Locarno (en allemand : Vogtei Luggarus ; en italien : Baliaggio di Locarno)[10] ;
- Bailliage de Vallemaggia (en allemand : Vogtei Meynthal ou Vogtei Maiental ; en italien : Baliaggio della Vallemaggia)[12] ;
- Bailliage de Mendrisio (en allemand : Vogtei Mendris ; en italien : Baliaggio di Mendrisio), conquis en 1517 et administré en 1522[13] ;

Trois autres bailliages sont temporairement conquis à la même époque, mais perdus après la paix de Fribourg en 1516 et forment désormais des communes de Lombardie, en Italie :
- Luino[14] ;
- Cuvio ;
- Eschental (actuel val d'Ossola) ; précédemment conquis vers 1418, mais perdu en 1422.

À la même époque, les Trois Ligues des Grisons, alliées de la Confédération, s'emparent des bailliages de Bormio, de Chiavenna et de la Valteline.
Après le traité de Fribourg, les frontières méridionales de l'ancienne Confédération ne changent plus jusqu'en 1798. À la création de la République helvétique, les bailliages de Bellinzone, de Rivera et de Blenio forment avec la Léventine le canton de Bellinzone et les bailliages de Lugano, de Locarno de Vallemaggia et de Mendrision forment le canton de Lugano. Ces deux cantons sont réunis en 1803 après l'acte de Médiation pour former le canton du Tessin,.

### Autres bailliages
D'autres régions de Suisse forment également des bailliages communs, mais seulement entre deux cantons.
- Bailliages communs de Berne et Fribourg :
  - Comté de Grasbourg à partir de 1423, dont le siège est déplacé à Schwarzenburg en 1575[17] ;
  - Bailliage de Grandson (1475)[18] ;
  - Bailliage d'Orbe-Échallens (1475)[19] ;
  - Bailliage de Morat, à partir de 1476[20].

- Bailliages communs de Glaris et Schwytz :
  - Bailliage d'Uznach (1469)[21] ;
  - Bailliage de Windegg / Gaster (1438)[22] ;
  - Gams, rattaché au bailliage de Gaster en 1497[23].

- Bailliages communs de Berne et Soleure :
  - Bailliage de Bipp de 1413 à 1463, il revient ensuite entièrement à Berne[24].
  - Bailliage de Bechburg de 1419 à 1463, il revient ensuite entièrement à Soleure[25].
  - Landgraviat de Buchsgau, acheté par Berne et Soleure en 1426. Il s'agit des droits régaliens et de haute justice sur les bailliage de Bipp, Bechburg et Falkenstein (ce dernier en mains de Soleure depuis 1402). Lors du partage de 1463, chacun des cantons obtient les droits du landgraviat sur ses propres territoires.

### Pays alliés
Le système des bailliages est utilisé de façon similaire dans les deux fédérations alliées à la Confédération suisse. Les Sept Dizains administrent le Bas-Valais et le Lötschental à la manière de bailliages, tout comme les Trois Ligues dans la Valteline, à Bormio et à Chiavenna.